# نقيل إبوزيد (السبرة)

تعديل مصدري - تعديل

نقيل ابوزيد محلة تابعة لقرية سبرة، التابعة لعزلة مطاية بمديرية السبرة إحدى مديريات محافظة إب في الجمهورية اليمنية.، بلغ تعداد سكانها 32 حسب تعداد اليمن لعام 2004.